# Doratorhynchus
Doratorhynchus es un nombre de género que reemplaza a Pterodactylus validus, que fue sugerido en 1875 por Harry Govier Seeley. Hoy en día es considerado un nomen vanum.
En 1870 Richard Owen nombró a Pterodactylus validus basándose en el holotipo BMNH 40653, una falange del dedo del ala de treinta centímetros de largo de la formación Purbeck Limestone (Gran Bretaña), identificándolo como el de un pterosaurio. El nombre científico de la especie significa "fuerte" en latín.
En 1868 Seeley había obtenido una vértebra y una mandíbula, de una cantera cerca de Langton Matravers; en 1869 él los nombró Pterodactylus macrurus. En 1875 él concluyó que los restos eran coespecíficos con P. validus y al mismo tiempo le dio un nombre de género propio a la especie: Doratorhynchus, del griego dory, "lanza" y rhynchos, "hocico", refiriéndose a la forma de la mandíbula, y por lo tanto el nombre de especie completo sería Doratorhynchus validus. Él no hizo referencia a BMNH 40653. Más tarde la especie fue a veces asignada a otros géneros, como es el caso de Ornithocheirus validus (Newton 1888) y Cycnorhamphus validus (Owen 1870). 
Más tarde se hizo claro que la vértebra, interpretada como una caudal por Seeley, era una vértebra cervical e indicaba que formas de cuellos muy largos ya existían a finales del Jurásico (Titoniense) o principios del Cretácico (Berriasiense). Se sugirió que Doratorhynchus era un miembro basal de la familia Azhdarchidae. Sin embargo, en 1995 Stafford Howse y Andrew R. Milner concluyeron que Seeley al haber excluido la falange se había quivocado al renombrar a P. validus y por lo tanto Doratorhynchus debería ser considerado un nomen vanum. Asimismo, en su opinión la falange no era lo suficientemente diagnóstica como para merecer un nombre científico y sólo era asignable como un Pterodactyloidea incertae sedis. Ellos asignaron la mandíbula a Gnathosaurus y la vértebra a algún ctenocasmátido indeterminado.